# Źródliska koło Zimnej Wody
Źródliska koło Zimnej Wody este o arie protejată (sit de importanță comunitară — SCI) din Polonia întinsă pe o suprafață de 156,01 ha, integral pe uscat.

## Localizare
Centrul sitului Źródliska koło Zimnej Wody este situat la coordonatele 51°19′24″N 16°04′35″E / 51.3232°N 16.0765°E.

## Înființare
Situl Źródliska koło Zimnej Wody a fost declarat sit de importanță comunitară în octombrie 2009 pentru a proteja 1 specie de animale.

## Biodiversitate
Situată în ecoregiunea continentală, aria protejată conține 3 habitate naturale: Păduri de stejar și carpen Galio-Carpinetum, Păduri aluvionare cu Alnus glutinosa și Fraxinus excelsior (Alno-Padion, Alnion incanae, Salicion albae), Păduri mixte riverane de Quercus robur, Ulmus laevis și Ulmus minor, Fraxinus excelsior sau Fraxinus angustifolia, de-a lungul marilor râuri (Ulmenion minoris).
La baza desemnării sitului se află o specie protejată de  nevertebrate: Osmoderma eremita.